# Monterey Regional Airport
Monterey Regional Airport er en lufthavn der ligger ca. 5 km fra Monterey i Californien. Lufthavnen hed før Monterey Peninsula Airport men skiftede navn til Monterey Regional Airport den 14 september 2011. 
Lufthavnen har to start og landingsbaner.
Lufthavnen blev kendt da countrysangeren John Denver kl. 5:28 den 12 oktober 1997 styrtede ned med sit fly Rutan Long-EZ med nummeret N555JD og omkom, ved Pacific Grove i Monterey Bay vest for lufthavnen. Undersøgelser viste at styrtet var forsaget af en brændstof ventil der var placeret forkert, men også en utilstrækkelige planlægning af flyveturen.

## Flyselskaber fra Monterey
- Alaska Airlines, Horizon Air, Los Angeles International Airport, San Diego International Airport
- Allegiant Air, McCarran International Airport
- American Eagle, Phoenix Sky Harbor International Airport
- United Express, Los Angeles International Airport, San Francisco International Airport